# Dendrobium angulatum
Dendrobium angulatum är en orkidéart som beskrevs av John Lindley. Dendrobium angulatum ingår i släktet Dendrobium, och familjen orkidéer. Inga underarter finns listade i Catalogue of Life.